# Linkenheimer Tor
Das Linkenheimer Tor war eines von sechs Stadttoren im Zentrum von Karlsruhe. Der Architekt des Tores war der damalige Baudirektor Wilhelm Jeremias Müller. Ein später errichtetes Tor ging auf den Baumeister Friedrich Arnold zurück.

## Geschichte
Im Jahre 1759 wurde ein erstes, einfach gestaltetes Holztor erbaut. Wilhelm Jeremias Müller wurde einige Jahre später mit dem Entwurf eines dauerhaften Tors beauftragt. Im Jahr 1825 wurde nach Plänen Friedrich Arnolds das bis zum Jahr 1875 bestehende letzte Tor errichtet, das aus zwei einfachen Wachhäusern bestand. Das Tor hieß zu seiner Anfangszeit Ludwigstor, nach dem damaligen
Großherzog Ludwig I. von Baden. Die beiden Wachhäuschen blieben bis 1953 bzw. 1954 bestehen. Das Linkenheimer Tor stand an der damaligen Linkenheimer Landstraße, die nach Linkenheim-Hochstetten führt.
Vor dem Linkenheimer Tor spielte sich im Juli 1907 ein Teil des Geschehens ab, das als Hau-Krawall in die Geschichte Karlsruhes einging.

## Sonstiges
In Karlsruhe standen in der Vergangenheit insgesamt sechs verschiedene Stadttore. Neben dem Linkenheimer Tor waren dies das Durlacher Tor, das Ettlinger Tor, das Rüppurrer Tor, das Karlstor und das Mühlburger Tor. Die ehemaligen Stadttore von Karlsruhe sind heute noch in verschiedener Hinsicht in Gebrauch. So gibt es in Karlsruhe mehrere Straßen oder Bahnhaltestellen, die die Namen der einzelnen Tore noch in ihrer Bezeichnung haben.